# Route nationale 656
La route nationale 656 ou RN 656 était une route nationale française reliant Villesèque à Cazaubon. À la suite de la réforme de 1972, elle a été déclassée en RD 656. Mais après la création de la liaison de Langon à Blagnac pour l'A380, le tronçon de Gabarret à Cazaubon a été reclassé en RN 524.

## Ancien tracé de Villesèque à Cazaubon (D 656 & N 524)
- Villesèque
- Sauzet
- Saint-Matré
- Tournon-d'Agenais
- Saint-Amans-du-Pech
- Pont-du-Casse
- Agen
- Roquefort
- Calignac
- Nérac
- Mézin
- Poudenas
- Sos
- Gabarret
- Barbotan-les-Thermes
- Cazaubon

## Galerie de photos

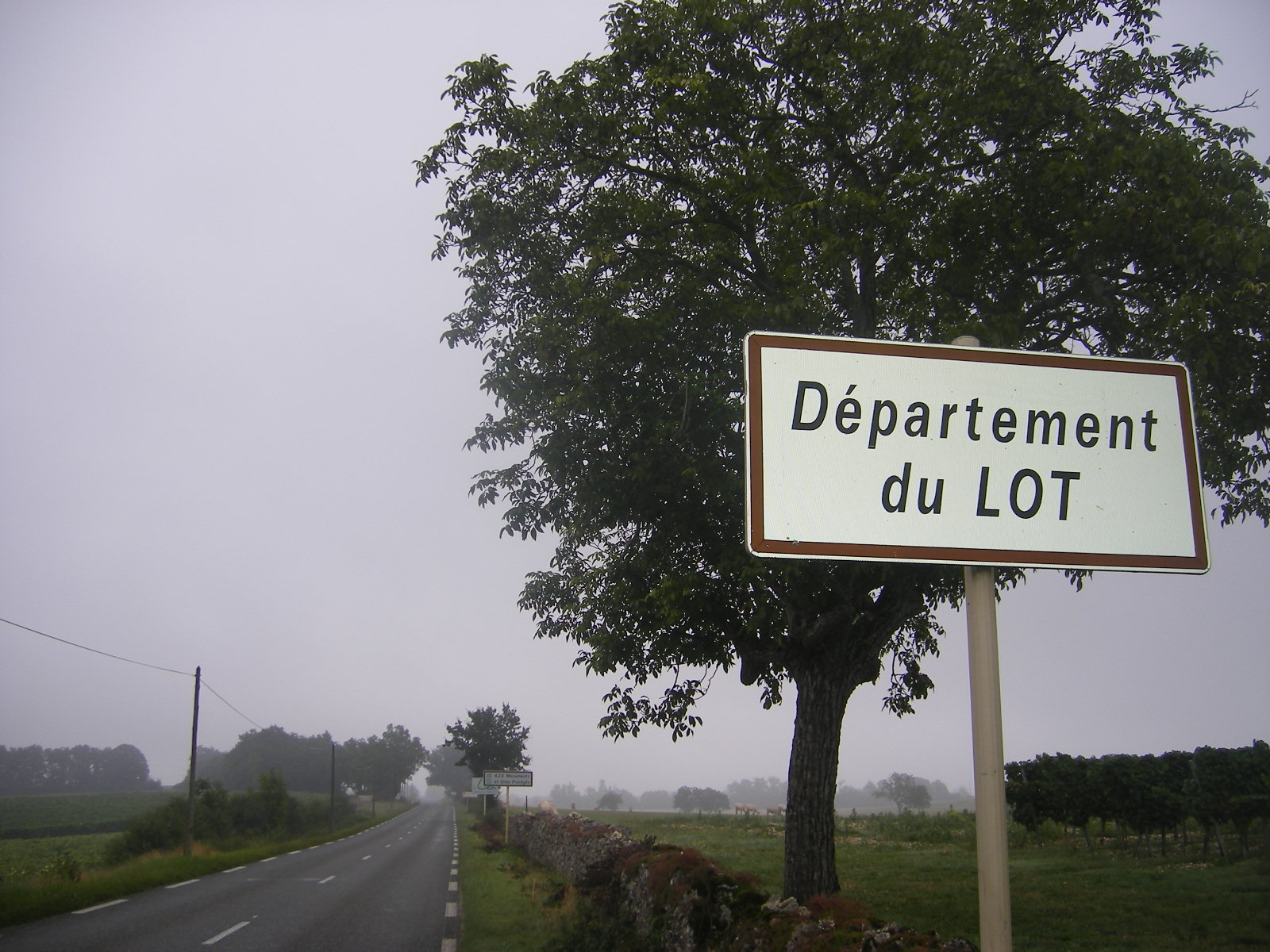
L'ex RN 656 près de Saux.
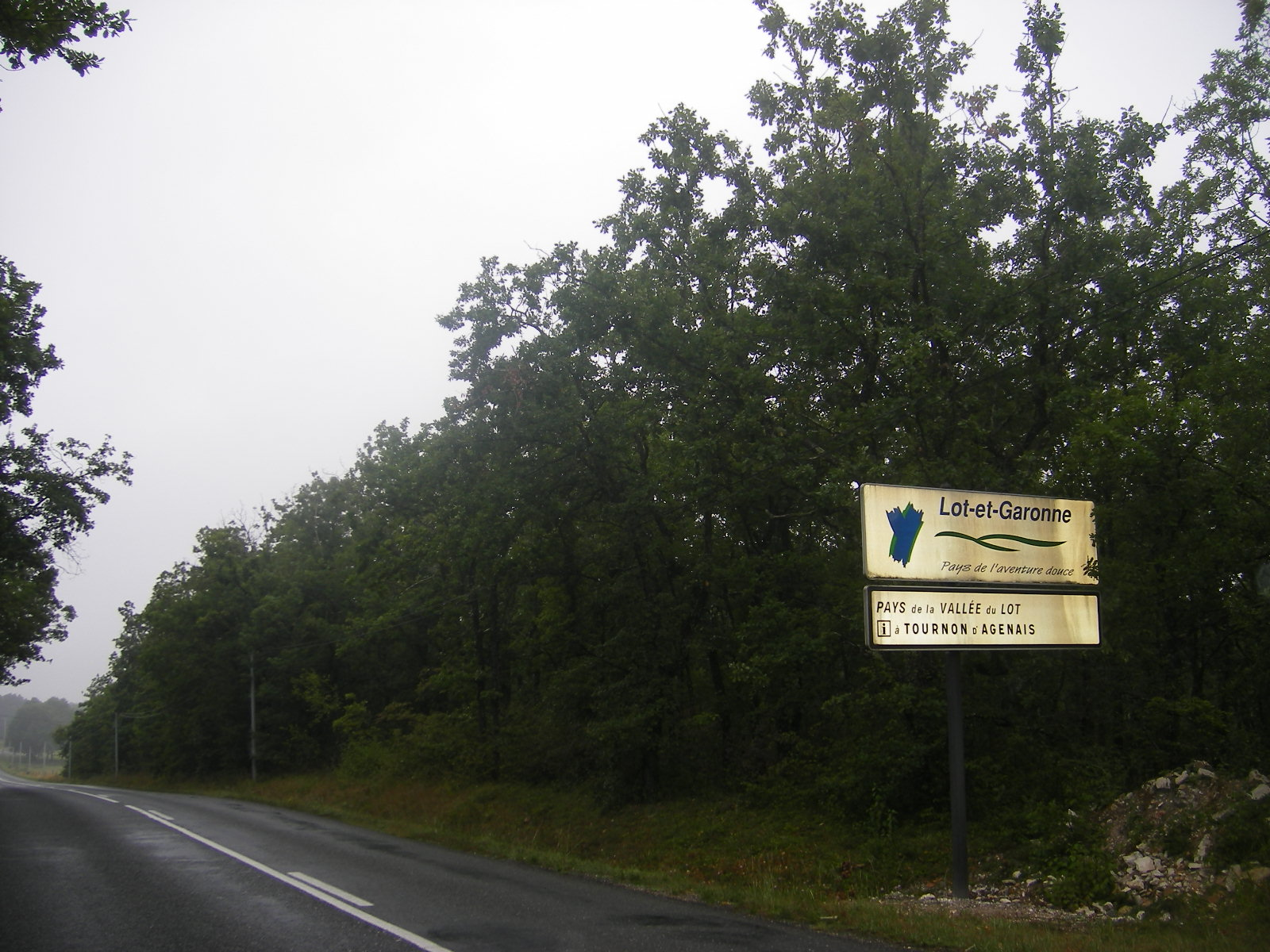
L'ex RN 656 près de Masquières.
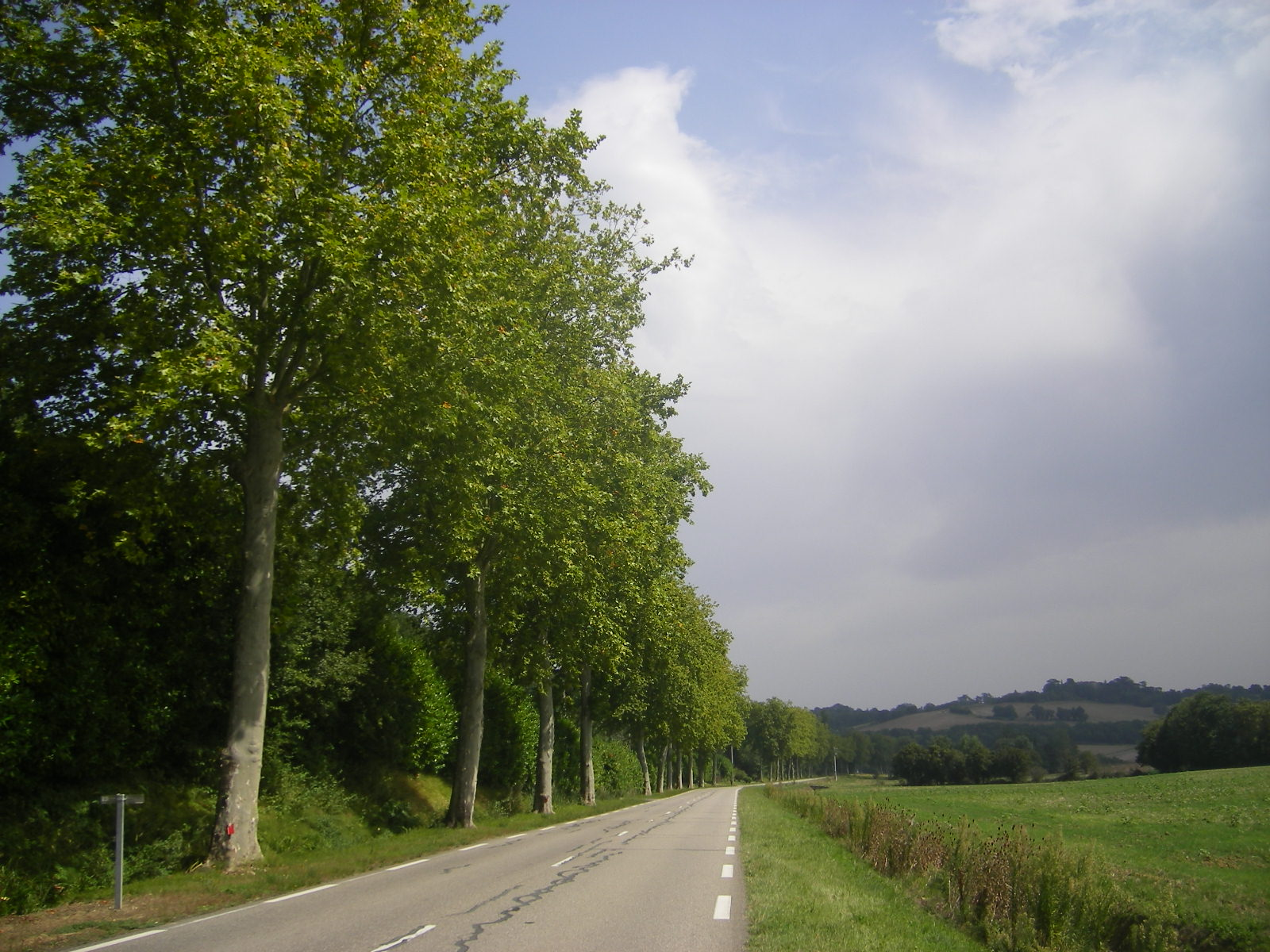
L'ex RN 656 près de Moncaut.
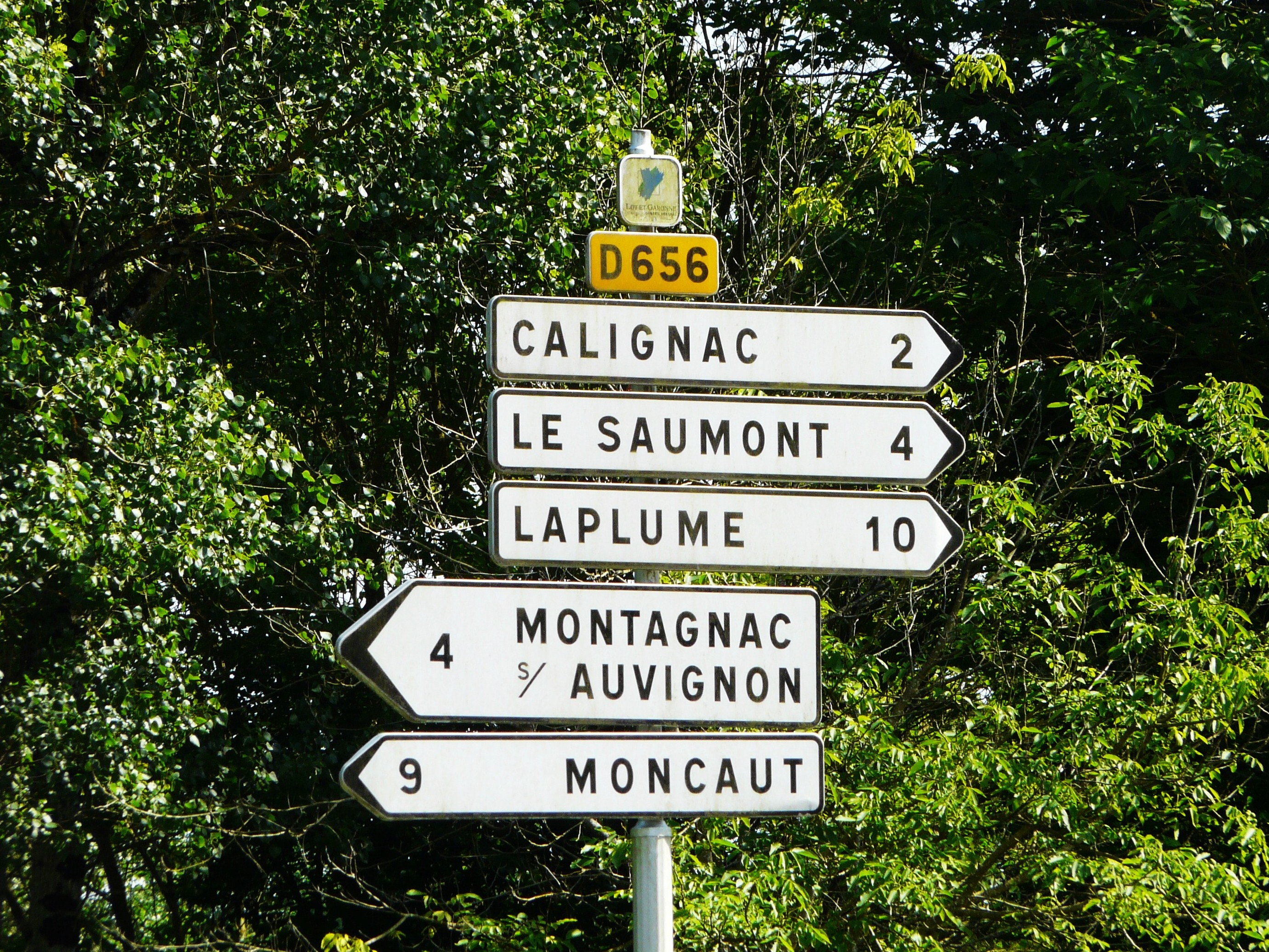
Panneau directionnel sur la RD 656, en Lot-et-Garonne.